# Роберт Кувалек
Роберт Кувалек (пол. Robert Kuwałek; нар. 1966, Люблін, Польща, пом. 5 червня 2014, Львів, Україна) — польський історик, педагог, один із засновників меморіального комплексу в Белжецьку, науковий співробітник Державного музею в Майданеку.
Закінчив Люблінський католицький університет. Спеціалізувався на історії винищення євреїв під час Голокосту у Люблінському та Львівському воєводствах. З 1999 року був співробітником Державного музею в Майданеку. У 2002—2004 рр. організатор меморіального комплексу в Белжецьку, був його першим директором (до 2007 року). Був великим популяризатором історії, багато їздив по країні з лекціями, відвідував місця, пов'язані з єврейською культурою, в тому числі й в Україні. Часто він їздив до Львова куди організовував екскурсії.
Роберт Кувалек помер у Львові 5 червня 2014. В нього залишилася дружина і дочка. Український переклад книги Роберта Кувалека «Табір смерті у Белжеці» - перше "україномовне видання про табір смерті"

## Публікації
- Niemiecki obóz zagłady w Bełżcu (Німецький табір смерті в Белжецьку), Lublin 2010. ISBN 978-83-925187-8-5.

## Нагороди
- Кавалер Ордену Відродження Польщі (2008)